# 오스트레일리아의 경제
오스트레일리아의 경제는 고도로 발전된 혼합 경제이다. 2021년 현재 호주는 명목 국내총생산(GDP) 기준으로 12위, PPP 조정 GDP로는 18위, 상품 수출국으로는 25위, 상품 수입국이다. 호주는 2017년 3월 금융 분기와 함께 선진국에서 지속적인 GDP 성장으로 최장 기록을 세웠다. 기술 불황(2분기 연속 마이너스 성장) 이후 103분기와 26년 만이다. 2021년 6월 기준으로, 호주의 GDP는 1조 9천 8백억 달러로 추정된다.
호주 경제는 서비스 부문이 지배하고 있는데, 서비스 부문은 2017년에 GDP의 62.7%를 차지했고 노동력의 78.8%를 고용했다. 호주는 2019년 19조 9천억 달러의 가치를 지닌 천연자원의 총 추정가치가 10번째로 높다. 2009년~2010년 광업 붐이 최고조에 달했을 때, 광업의 총 부가가치는 GDP의 8.4%였다. 최근 광업 부문의 감소에도 불구하고, 호주 경제는 회복력과 안정을 유지했고 1991년부터 2020년까지 경기 침체를 겪지 않았다.
시드니의 호주 증권거래소는 국내 시가총액 기준으로 세계 16위의 증권거래소이며 아시아 태평양 지역에서 가장 큰 금리 파생상품 시장 중 하나이다. 호주의 몇몇 대기업들은 코먼웰스 은행, BHP, CSL, 웨스트팩, NAB, ANZ, 포티스큐 메탈스 그룹, 웨스파머스, 맥쿼리그룹, 울워스그룹, 리오 틴토, 텔스트라를 포함한다. 호주와 그 영토의 통화는 호주 달러이며, 그것은 몇몇 태평양 국가들과 공유한다.
호주의 경제는 2016년 수출의 약 64%를 차지하는 아세안 플러스 쓰리(APT)라고도 알려진 동아시아와 동남아시아 국가들과 강하게 얽혀 있다. 특히 중국은 호주의 주요 수출입 파트너이다. 호주는 APEC, G20, OECD, WTO의 회원국이다. 호주는 또한 아세안, 캐나다, 칠레, 중국, 한국, 말레이시아, 뉴질랜드, 페루, 일본, 싱가포르, 태국, 미국과 자유무역협정을 체결했다. 뉴질랜드와의 ANZCERTA 협정은 뉴질랜드 경제와의 통합을 크게 증가시켰고 2011년에는 2015년까지 호주 단일 경제 시장을 형성할 계획이 있었다.

## 역사

1961년 이후 1인당 실질(체인 물량) GDP 연간 성장률

### 20세기
호주의 1901년~2000년 평균 GDP 성장률은 연간 3.4%였다. 많은 이웃 동남아시아 국가들과 대조적으로, 독립을 향한 과정은 비교적 평화로웠기 때문에 경제와 생활수준에 큰 부정적인 영향을 미치지 않았다. 성장은 1920년대에 절정에 달했고, 1950년대와 1980년대에 이어졌다. 대조적으로, 1910년대 후반과 1920년대 초반, 1930년대, 1970년대 그리고 1990년대 초는 금융 위기로 특징지어졌다.

#### 경제 자유화
1980년대 초부터 호주 경제는 간헐적인 경제 자유화를 겪어왔다. 1983년, 주로 재무장관 폴 키팅에 의해 주도된 밥 호크 하에서, 호주 달러가 변동되었고 금융 규제 완화가 시행되었다.

### 광업
광업은 1840년대의 골드러시로부터 오늘날까지 호주의 높은 경제 성장에 기여했다. 목축과 광산에서 큰 이익을 얻을 수 있는 기회들은 상당한 양의 영국 자본을 끌어들였고, 반면에 확장 역시 영국의 재정에 크게 의존했던 교통, 통신, 도시 기반 시설에 대한 정부의 막대한 지출에 의해 지원되었다. 경제가 확장되면서, 대규모 이민은 노동자들에 대한 증가하는 수요를 충족시켰으며, 특히 1840년 동부 본토로의 죄수 수송이 끝난 후 더욱 그러했다. 호주의 광산 사업은 지속적인 경제성장을 확보했고 웨스턴 오스트레일리아는 1960년대와 1970년대 철광석과 금을 채굴함으로써 큰 이익을 얻었다. 이는 웨스턴오스트레일리아주의 수도이자 가장 인구가 많은 도시인 퍼스의 교외화와 소비주의의 상승을 부채질했다.

### 2020년 불황
2020년 9월, 코로나19 범유행의 영향으로 호주 경제는 거의 30년 만에 처음으로 침체 국면에 진입한 것으로 확인되었다. 2020년 6월 호주 국내총생산(GDP)은 3월 분기의 0.3% 감소에 이어 7% 감소하였다. 그것은 공식적으로 2020년 12월 초에 끝났다.

## 부문

### 제조업
호주의 제조업은 1960년대 GDP의 30%에서 2007년 GDP의 12%로 감소했다.
2008년, 네 개의 회사가 호주에서 자동차를 대량 생산했다. 미쓰비시는 2008년 3월에 생산을 중단했고, 포드는 2016년에, 홀덴과 토요타는 2017년에 생산을 중단했다.
1980년대 중반 무역 자유화 때까지 호주는 거대한 섬유 산업을 가지고 있었다. 이러한 감소는 21세기의 첫 10년 동안 계속되었다. 1980년대 이후 관세는 꾸준히 인하되었다. 2010년 초 관세는 의류 17.5%에서 10%로, 신발 및 기타 섬유 7.5~10%에서 5%로 인하되었다. 2010년 기준으로, 대부분의 섬유 제조업은, 심지어 호주 기업들에 의해서도, 아시아에서 이루어지고 있다.

### 농업
2019년 농업, 어업, 임업을 합친 부가가치는 호주 GDP의 약 2.1%를 차지하고 있으며, 농산물의 60%가 수출되고 있다. 관개는 많은 지역이 적은 강수량을 받는 나라에게 중요하고 널리 퍼진 관행이다. 농림어업은 2013년 2월 295,495명에서 2015년 2월 325,321명으로 두 번째로 강한 산업이었다.

### 관광업

1991년 이후 호주에 매달 단기 입국하고 있다. 2020년 입국자 수가 크게 감소한 것은 코로나19 범유행 때문이다.

2017년~2018년 회계연도에 관광산업은 호주 GDP의 3.1%를 차지하여 국가 경제에 572억 달러를 기여하였다. 국내 관광은 전체 직접 관광 GDP의 73%를 차지하는 관광 산업의 중요한 부분이다.
2018년에는 930만 명의 방문객이 방문했다. 관광산업은 2017년~2018년에 호주 인구의 5.2%인 646,000명을 고용했다. 관광업에 종사하는 사람들의 약 43.7%가 시간제였다. 관광업은 또한 2010년~2011년 호주 전체 수출 수익의 8.0%를 기여하였다.

## 사회기반시설

### 교통편
호주에는 많은 교통수단이 있다. 호주는 도로 교통에 크게 의존하고 있다. 300개 이상의 공항이 있으며 활주로가 포장되어 있다. 여객철도 교통에는 시외 및 주간 네트워크가 더 제한된 주요 수도의 광범위한 통근 네트워크가 포함된다. 호주의 광산 부문은 수출을 위해 호주의 항구로 제품을 운송하기 위해 철도에 의존하고 있다.

### 에너지

오스트레일리아의 신재생 발전소

호주 경제는 수입 원유와 석유 제품에 의존하고 있으며, 경제의 석유 수입 의존도는 약 80%에 달한다.

## 무역 및 경제 성과
20세기 후반, 호주 무역은 유럽과 북미에서 일본과 다른 동아시아 시장으로 옮겨갔다. 현재 1,280억 달러 규모의 지역 프랜차이즈 사업부문은 웨스턴오스트레일리아주와 퀸즐랜드주에서 신규 투자자를 유치하여 수년간 해외에서 공동 브랜드 사이트를 운영해 왔다.
19세기 후반, 세계의 다른 나라들에 대한 호주의 경제력은 그것의 GDP에 반영되었다. 1870년, 호주는 천연자원에 의해 촉발된 경제 성장으로 인해 세계에서 1인당 GDP가 가장 높았다. 하지만 호주의 인구가 20세기에 걸쳐 빠르게 증가하면서, 호주의 1인당 GDP는 미국과 노르웨이와 같은 나라들에 비해 떨어졌다. 하지만, 호주 경제는 명목상 OECD의 다른 경제국들보다 더 나은 성과를 보여왔고 20년 이상 연속 경제 성장을 지지해왔다. 오스트레일리아 준비은행에 따르면 호주의 1인당 GDP 성장률은 뉴질랜드, 미국, 캐나다, 네덜란드보다 높다. 호주 경제의 과거 실적은 미국, 일본, 중국의 경제 성장에 큰 영향을 받았다.

### 호주의 국가 채무
호주의 구조적인 경상수지 적자의 결과로 2017년 4월 순 대외 부채가 1조 달러를 넘어섰다. 비록 이러한 적자는 순 상품 무역의 증가로 인해 지난 10년 동안 줄어들었지만, 이 효과는 호주 정부 부채의 반환으로 부분적으로 상쇄되었다. 순 연방 부채는 2016년~2017년 연방 예산에서 3천260억 달러로 추산되었으며, 이 중 60%가 외국인에게 빚지고 있다. 전체 부채는 10년 전인 2006년~2007년 회계연도에 호주가 마이너스 순정부 부채(호주 정부가 순 플러스 채권 보유)를 기록함에 따라 10년 연속 예산 적자를 통해 누적되었다.

## 정치
자유당/국민당과 그 선조들(우익)과 노동당(좌익)은 연방 이후 모든 호주 정부를 구성해 왔으며, 호주가 운영되는 지배적인 양당 체제의 주요 세력이다.

## 빈곤
2020년 ACOSS는 호주의 빈곤이 증가하고 있다는 새로운 보고서를 발표했는데, 호주 인구의 약 13.6%인 320만 명이 한 국가 중위 소득의 50%인 국제적으로 용인되는 빈곤선 이하로 살고 있다. 또한 15세 미만의 빈곤층에는 77만4천명(17.7%)이 있는 것으로 추산되었다.

## 노숙자
2011년 인구조사 밤에 호주에는 105,237명의 사람들이 노숙을 경험했습니다. 이는 호주인 200명 중 1명과 동일하며, 2006년 인구조사에서 17%의 증가를 나타내며, 노숙자 비율은 10,000명당 45명에서 10,000명당 49명으로 증가했다.
인구조사 자료에 따르면 호주의 노숙자 수는 2016년까지 5년 동안 14,000명 이상 또는 14%가 증가했다. 오스트레일리아 통계청은 2016년 인구조사 밤에 116,000명의 사람들이 노숙자였고, 이것은 10,000명당 50명의 노숙자를 대표한다고 말했다.